# Kac
Kac [kác] je priimek v Sloveniji, ki ga je po podatkih Statističnega urada Republike Slovenije na dan 1. januarja 2010 uporabljalo 456 oseb.

## Znani slovenski nosilci priimka
- Milan Kac (*1924), matematik
- Jana Kac, prevajalka
- Javor Kac, farmacevt

## Znani tuji nosilci priimka
- Arkadij Fridrihovič Kac (*1931), sovjetski, ukrajinski, latvijski, ruski gledališki režiser in pedagog
- Arnold Kac
  - Arnold Mihajlovič Kac (1924—2007), sovjetski, ruski dirigent in pedagog
  - Arnold Mojisejevič Kac (1909—1953), sovjetski inženir
- Aron Davidovič Kac (1901—1971), sovjetski general
- Eduardo Kac (*1960), brazilsko-ameriški umetnik
- Mac Kac (1920—1987), francoski jazzovski bobnar
- Mark Kac (1914—1984), poljsko-ameriški matematik
- Viktor Gerševič Kac (*1943), rusko-ameriški matematik